# 加藤清治
加藤　清治（かとう せいじ、1875年11月17日 - 1957年5月28日）は、日本の歯学者。日本歯科医師会会長を務めた。

## 経歴
長野県上伊那郡宮田村出身。明治43年（1901年）日本歯科医学校卒業。大正4年（1915年）ノースウェスタン大学歯学部卒業。日本歯科医学専門学校口腔外科教授。同5年（1916年）同付属病院院長、同10年（1921年）宮内省侍医療御用掛、昭和11年（1936年）同専門学校長に就任した。同21年（1946年）日本歯科医師会会長、同22年（1947年）6月同専門学校の大学昇格に伴い学長事務取扱となったが、同年12月辞任した。

## 主著
- 「実験口腔外科学」
- 「実験歯牙抜去術」